# Aleksandr Nevzorov
Aleksandr Glebovitj Nevzorov (ryska: Александр Глебович Невзоров, ukrainska: Олександр Глібович Невзоров,Oleksandr Hlibovytj Nevzorov) född den 3 augusti 1958, är en rysk tv-journalist, filmregissör samt före detta ledamot av den ryska statsduman. Han är en uttalad ateist samt kritiker av Vladimir Putins regim. I juni 2022 ansökte han om ukrainskt medborgarskap.

## Biografi
Aleksandr Nevzorov växte upp i Leningrad  och började arbeta för Leningrads tv-kanal 1985. Mellan december 1987 och 1993 ledde han programmet 600 sekunder(en) på kanalen 5TV(en) som sändes över hela Sovjetunionen. Den 12 december 1990 blev Nevzorov beskjuten och skadad i Leningrad vid ett möte med en person som påstod sig kunna erbjuda tillgång till känsliga dokument. Under 1991 kom programmets popularitet successivt att minska. Under Augustikuppen i Sovjetunionen 1991 stödde Nevzorov kuppmakarna. I efterdyningarna av det avstyrda kuppförsöket stängdes programmet ner.
Nevzorov arbetade mellan 1992 och 1993 som reporter från de jugoslaviska krigen och kriget om Transnistrien. År 1994 uttalade han stöd för att inleda det första Tjetjenienkriget. År 1997 skrev han manus samt regisserade tv-filmen Tjistilisjtje ("Skärseld") baserad på verkliga händelser under vintern 1994–1995 under det första Tjetjenienkriget. Filmen producerades tillsammans med Boris Berezovskij och släpptes i mars 1998. Allt efter som Tjetjenienkriget fortsatte och drog ut på tiden ändrade han uppfattning och blev skeptisk till rysk imperialism. Han ångrade sina tidigare nationalistiska ställningstaganden, och uttalade sig på följande sätt i en intervju 2015: 
| ” | Jag experimenterade med mjukare former av rysk fascism som i ett laboratorium. Jag behöver inte ägna hela mitt liv åt att följa dessa idéer vars villfarelse blivit uppenbar för mig. | „ |

I valet 1993 blev han för första gången invald i den ryska statsduman, och blev återvald tre gånger som oberoende kandidat och tjänstgjorde fram till 2007 års val.

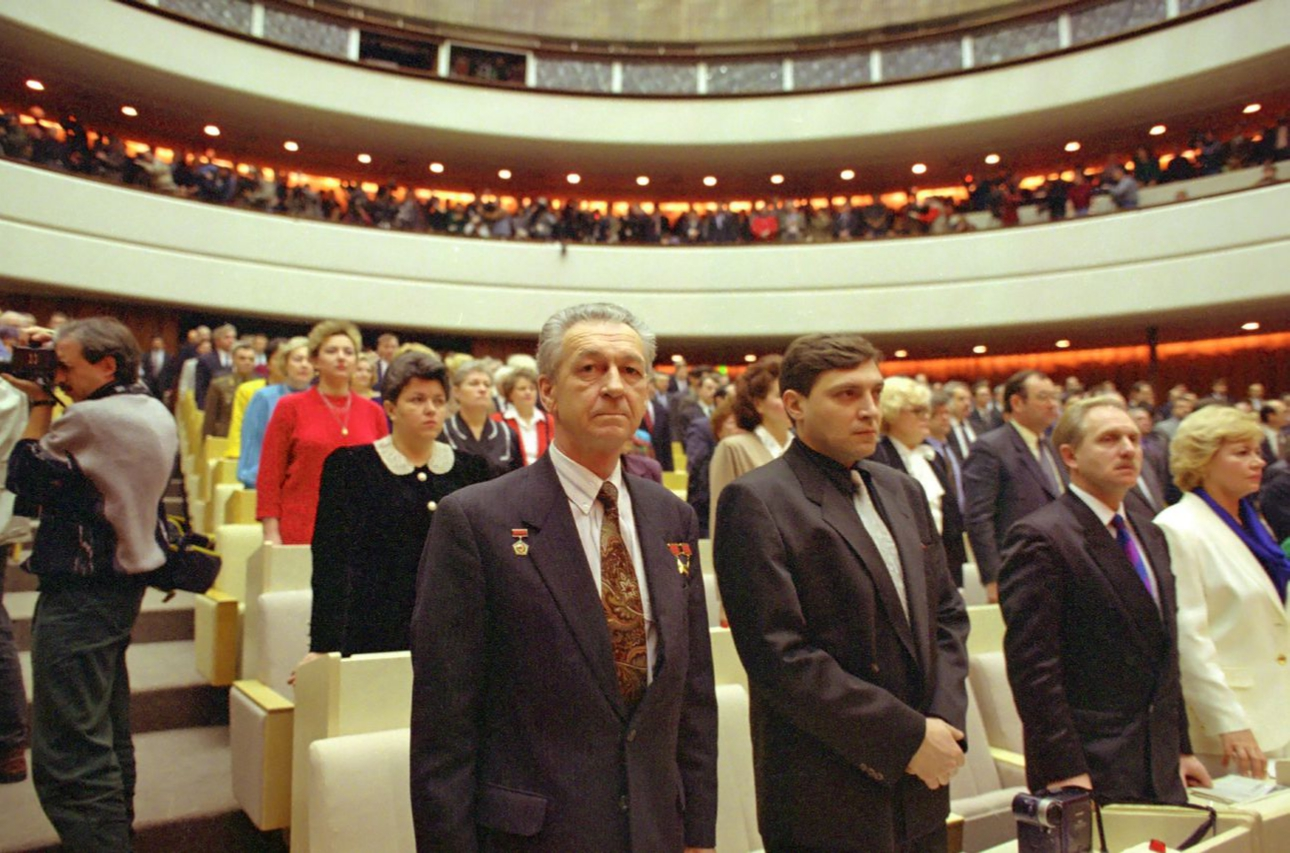
Alexander Nevzorov som ledamot av Rysslands statsduma i januari 1994

Han arbetade som massmedial rådgivare åt Vladimir Jakovlev under dennes ämbetstid som borgmästare i Sankt Petersburg.
Under perioden 2012–2014 stödde Nevzorov Vladimir Putin under dennes presidentvalskampanj, och var en auktoriserad representant för Putin.
Han gjorde därefter uppehåll i sin politiska verksamhet, och ägnade sig istället åt hästsport. Han grundade en skola med inriktning på hästsport och -skötsel, Nevzorov Haute École, och gav tillsammans med sin maka Lidia (2012) ut boken The Horse: Crucified and Risen. Han fortsätter dock att göra inhopp i politiken. Han har regisserat två dokumentärer samt skrivit åtskilliga artiklar, och driver en blogg där han ger uttryck för sin hängivna ateism men också bitter kritik  mot den nuvarande ryska regeringen.
I en video som han ladda upp på YouTube den 11 april 2021 uttalade han att en rysk invasion av Ukraina skulle komma att sluta i tragedi och förödmjukelse för Ryssland, och att Ukrainas motstånd skulle bli våldsamt.
Den 22 mars 2022 åtalades Nevzorov för brott mot Rysslands lag om "falsk information", efter att han publicerat information om att ryska styrkor hade beskjutit en mödravårdsklinik i Mariupol. Enligt denna nya lag som trädde i kraft den 4 mars 2022 skulle han kunna dömas till upp till 15 år i fängelse. Nevzorov sa att Putins regim "kommer inte att skona någon, och att varje försök att försöka att förstå kriget i Ukraina kommer att medföra att man hamnar i fängelse."
I slutet av mars 2022 meddelade Nevzorovs fru Lidia att hennes make vistades i Israel. Den 22 april 2022 fördes Nevzorov upp på Rysslands lista över individer som betraktas som utländska agenter. Dessa och andra omständigheter ledde till att Nevzorov och hans fru ansökte om ukrainskt medborgarskap, vilket han påstod ha beviljats den 3 juni 2022. Den 6 juni uppgav sekreteraren för Ukrainas nationella säkerhets- och försvarsråd Oleksij Danilov att Nevzorov ännu inte fått medborgarskap, utan att han bara hade ansökt om det.